# Прорыв (музей)
«Проры́в» — трёхмерная панорама в музее-заповеднике «Прорыв блокады Ленинграда». Открыт 18 января 2018 года, входит в число военно-мемориальных памятников, объединённых общей темой «Оборона и блокада Ленинграда». Находится на одной территории с музеем-диорамой «Прорыв блокады Ленинграда». Состоит из панорамы и экспозиции военной техники — танков времён Великой Отечественной войны.
Единственный музей, который посвящён советским солдатам 63-й стрелковой дивизии Ленинградского фронта, совершившим подвиг: прорыв блокады Ленинграда в январе 1943 года, в результате чего появилась возможность построить железнодорожный путь в Ленинград — «Дорогу Победы».
Находится в Южном Приладожье, на левом берегу Невы, на 41-м километре Мурманского шоссе, возле Ладожского моста.

## История
Музей находится на том месте, где советские войска форсировали Неву, чтобы закрепиться на левом берегу, а 14 января начать наступление на Шлиссельбургско-Синявинский выступ и соединиться с войсками Волховского фронта, разорвав кольцо блокады. Открыт в январе 2018 года.
Идея экспозиции принадлежит руководителю творческой мастерской «Невский Баталист» Дмитрию Поштаренко, члену Центрального штаба ОНФ, автору исторического общества «Ветераны Великой Отечественной войны», участнику битвы за Ленинград Леониду Моторину и полковнику в отставке Вячеславу Панфилову.

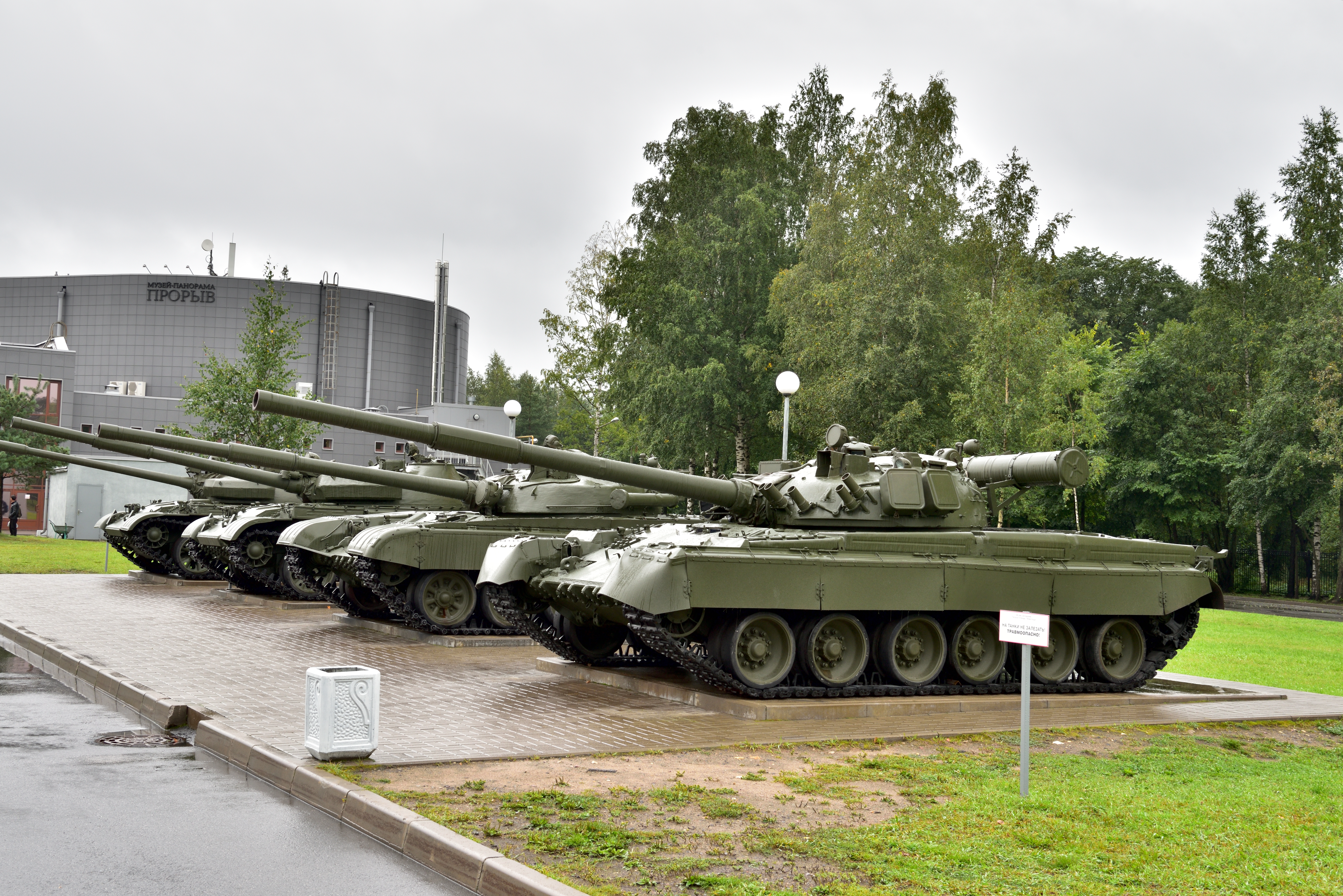
Танки в военно-мемориальной зоне «Прорыв блокады Ленинграда»

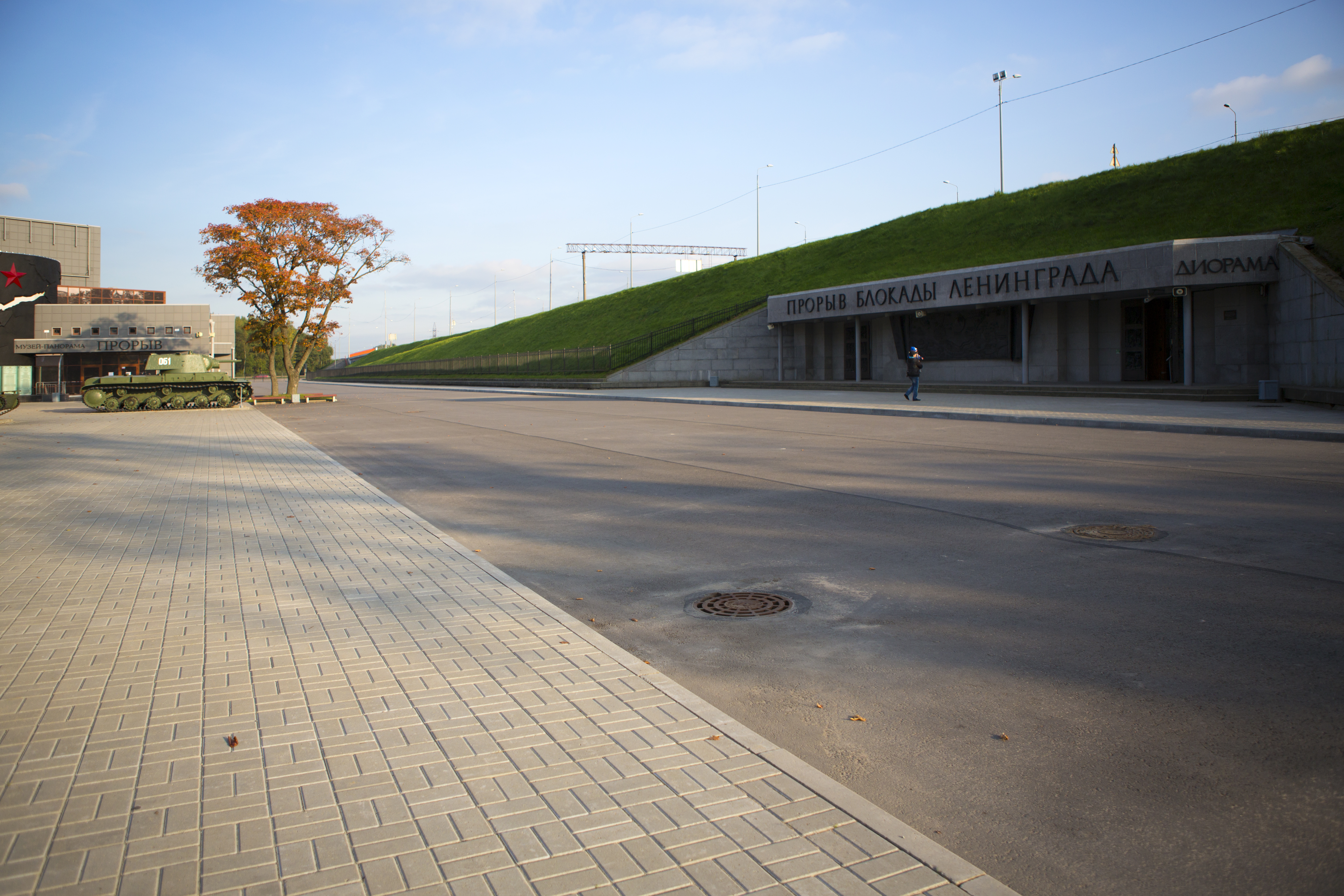
Музей-заповедник «Прорыв блокады Ленинграда»

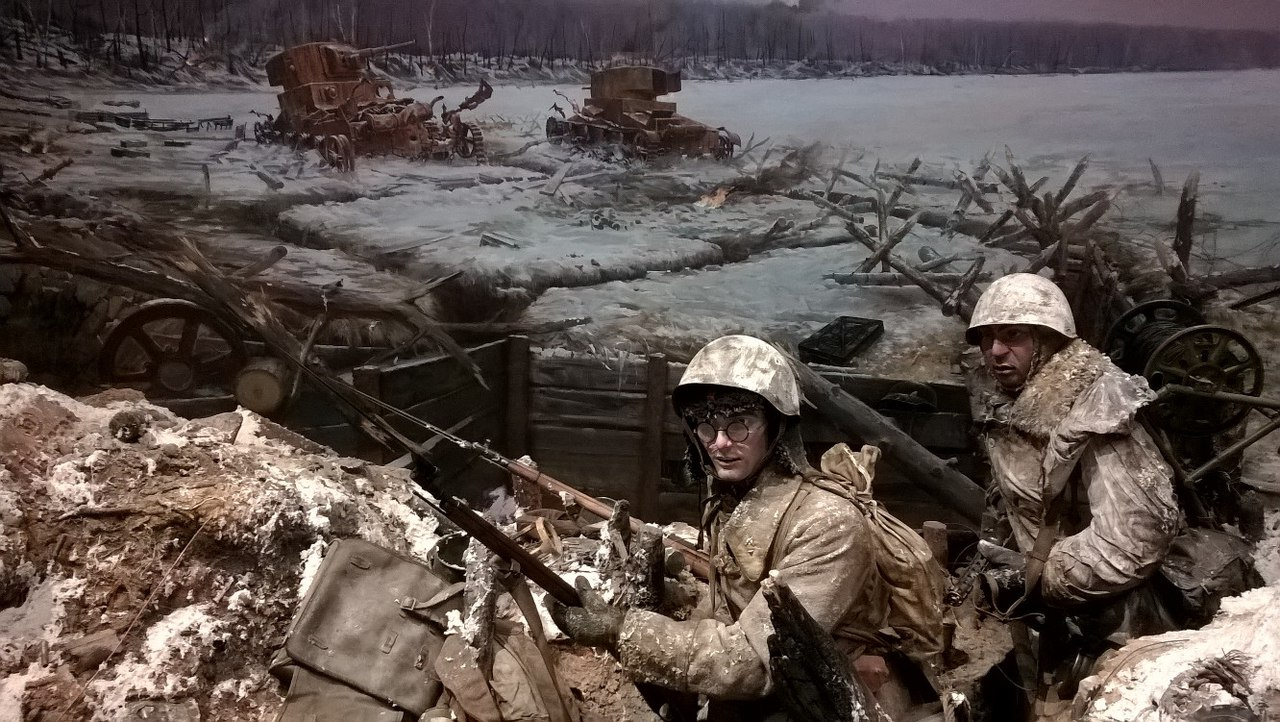
Фигуры бойцов 63-й стрелковой дивизии Ленинградского фронта

Весной 2022 года сотрудники разместили огромную букву Z на фасаде музея, поддержав вторжение России на Украину при этом процитировав пропагандистский нарратив о освободительном характере российского нападения на Украину.

## Описание
Музей-заповедник «Прорыв блокады Ленинграда» состоит из двух музеев и экспозиции военной техники:
- Музей-диорама;
- Музей-панорама;
- Экспозиция военной техники — располагается рядом с панорамой на территории музеев, представлена танками времён Великой Отечественной войны, участвовавших в боях за Ленинград.

Техника была поднята со дна Ладожского озера, танк КВ-1с находился в болоте возле деревни Турышкино:
- Танк КВ-1 — поднят со дна Ладоги участниками клуба «Поиск» из Беларуси в апреле 2003 года. Находится в экспозиции с сентября 2003 года;
- Танк Т-26 — поднят в том же году, установлен в январе 2005 года;
- Танк Т-38 — поднят в феврале 2005 года, установлен в мае 2005 год;
- В 2007 году в январе были установлены ещё 2 танка: танк КВ-1с и танк БТ-5.

Техника восстановлена на Невском судостроительном заводе.
Историко-художественная панорама «Прорыв блокады Ленинграда» рассказывает, как в 1943 году происходил прорыв блокады Ленинграда и состоит из двух залов.
Экспозиция первого зала представлена двумя фильмами. Первый из них — документальная хроника, рассказывающая о пяти попытках прорыва блокады советскими войсками и людях, сражавшиеся на плацдарме «Невский пятачок». Вторая часть мультимедийной экспозиции — анимированный фильм, в котором рассказывается о жизни блокадного города, представлены сцены из 812 трагических блокадных дней — с октября 1941 по январь 1943 года.
Второй зал площадью 500 квадратных метров состоит из развёрнутой панорамы, на которой представлены драматические события, происходившие накануне решающего прорыва в январе 1943 года — сцены боёв в ходе операции «Искра», когда 67-й армия Ленинградского фронта вела самые ожесточённые схватки за Ленинград.
Экспозиция воссоздаёт сцену боя, в которой задействовано 30 фигур, участников событий. Образ каждого участника — это физический облик реальных людей, которые сражались на этом рубеже. О каждом персонаже рассказывается история и факты биографии.
Экспозиции в форме окопа кольцом охватывает панорамную картину, внизу находится музейная коллекция из оружия, техники, боеприпасов, личных вещей и других подлинных материалов. Они были обнаружены поисковыми отрядами «Вахта Памяти» в Ленинградской области.

## Значение
Музей-панорама — знак памяти о жителях города и его защитниках, воинских соединениях и военнослужащих, обороняющих Ленинград и прорвавших окружение гитлеровских войск. Памятник является напоминанием о преступлениях германского фашизма — в результате массовых бомбардировок и артобстрелов город был разрушен, гражданское население стало заложниками нацистского плана голода и жертвами геноцида.

## Галерея

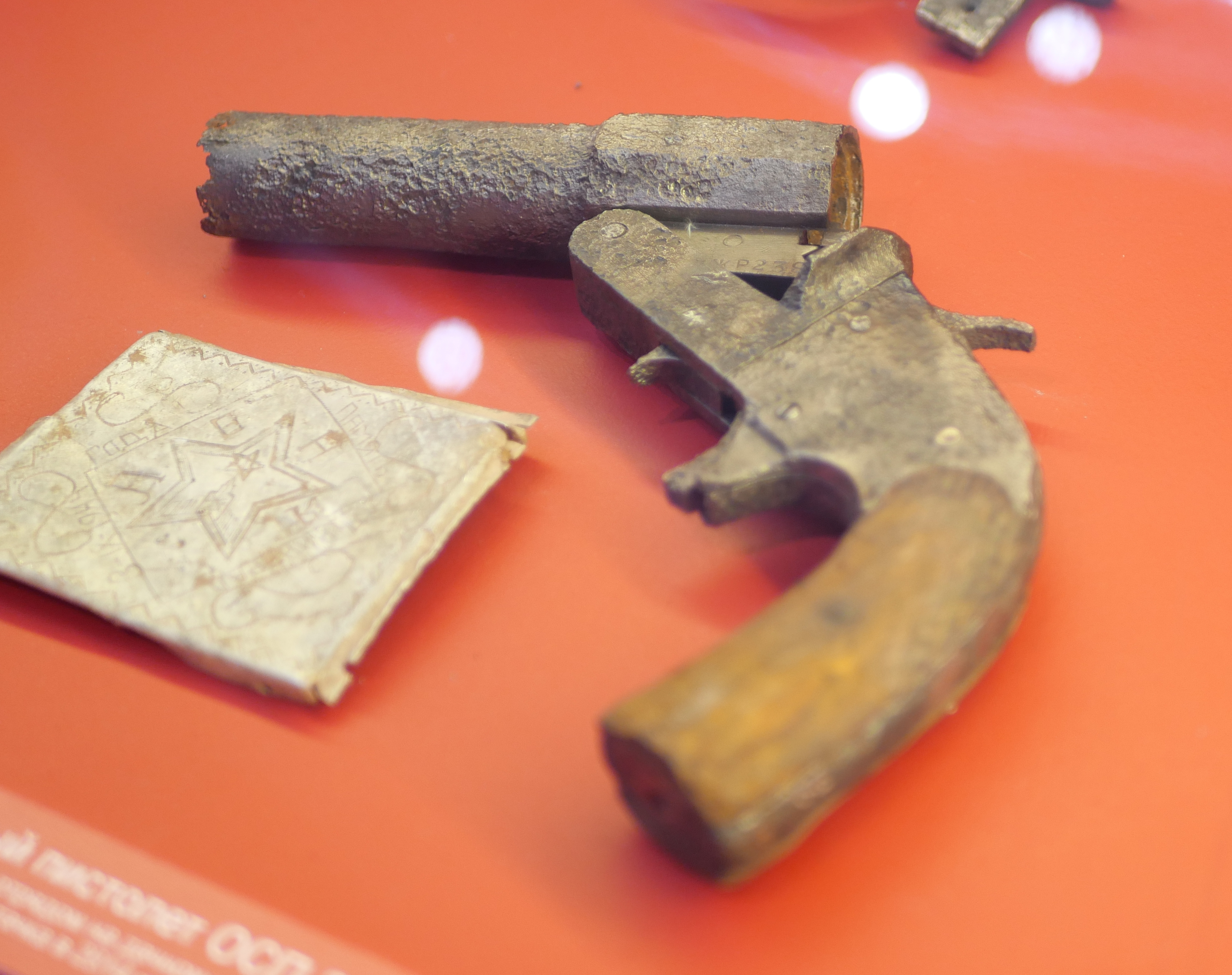
Сигнальный пистолет ОСП-30. Найден поисковым отрядом на дачном участке в районе Невского пятачка в 2014 году.
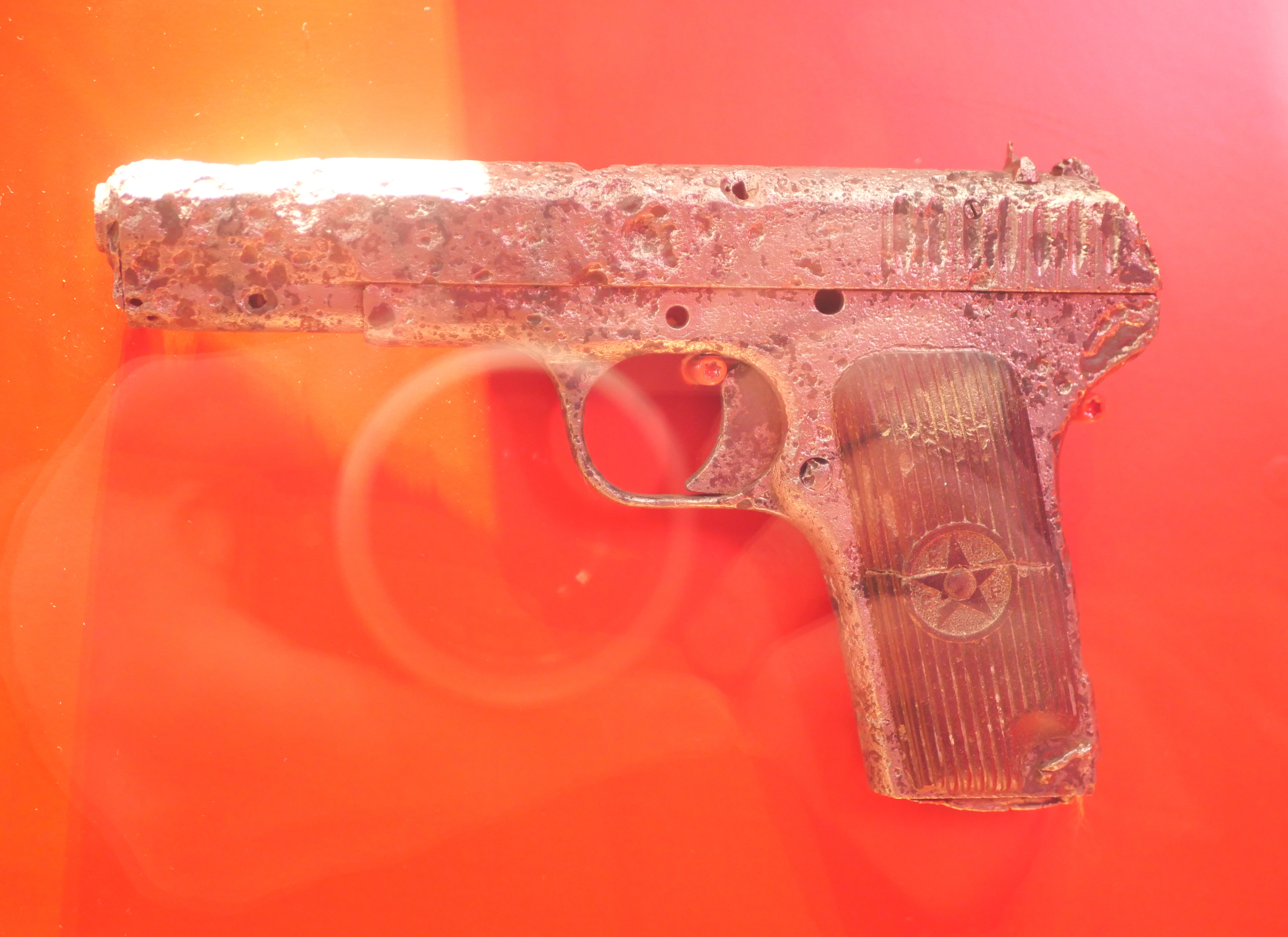
Пистолет ТТ образца 1933 года, принадлежавший Хасану Муртазановичу Муртазину, погибшему на Невском пятачке в 1941 году. Найден поисковым отрядом на территории Невского пятачка в 2013 году.
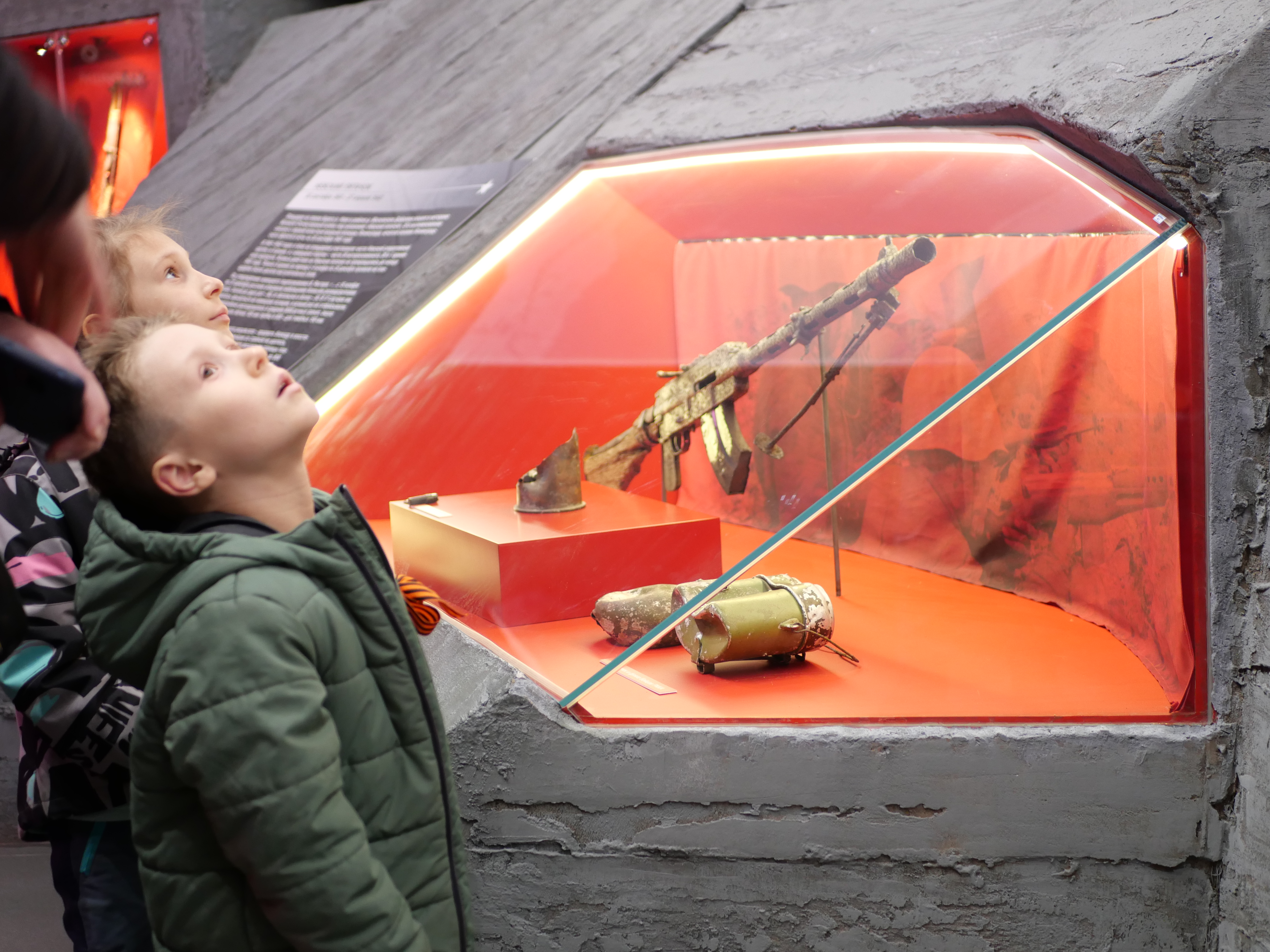
Дети — посетители музея-панорамы «Прорыв», 2021 год.